# Terapus mirificus
Terapus mirificus är en skalbaggsart som beskrevs av August Reichensperger 1926. Terapus mirificus ingår i släktet Terapus och familjen stumpbaggar. Inga underarter finns listade i Catalogue of Life.